# Голашиці
Голашиці (пол. Gołaszyce) — село в Польщі, у гміні Жарув Свідницького повіту Нижньосілезького воєводства.
Населення — 149 осіб (2011).
У 1975-1998 роках село належало до Валбжиського воєводства.

## Демографія
Демографічна структура станом на 31 березня 2011 року:
|          | Загалом | Допрацездатний вік | Працездатний вік | Постпрацездатний вік |
| -------- | ------- | ------------------ | ---------------- | -------------------- |
| Чоловіки | 77      | 13                 | 59               | 5                    |
| Жінки    | 72      | 19                 | 36               | 17                   |
| Разом    | 149     | 32                 | 95               | 22                   |